# Rejowiec
Rejowiec – miasto w Polsce, położone w województwie lubelskim, w powiecie chełmskim, w gminie Rejowiec.
Leży w historycznej ziemi chełmskiej. Od 1547 do 12 stycznia 1870 Rejowiec był miastem; odzyskał status miasta 1 stycznia 2017. Według danych GUS z 31 grudnia 2019 Rejowiec liczył 2068 mieszkańców. Obok miejscowości przepływa struga Rejka, dopływ Wieprza.
Rejowiec jest siedzibą rzymskokatolickiej parafii św. Jozafata Kuncewicza w Rejowcu.

## Historia

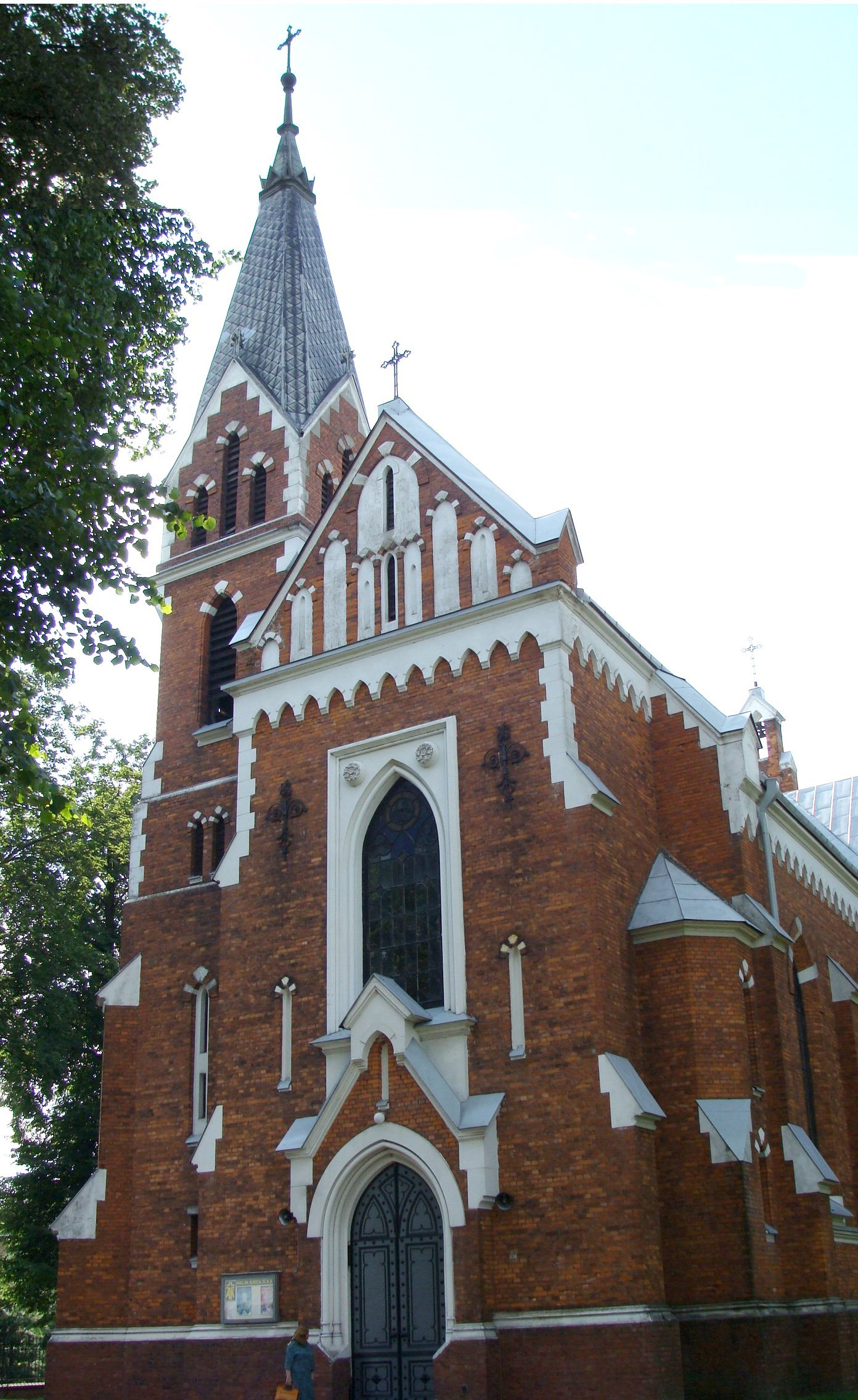
Neogotycki kościół parafialny św. Jozafata Kuncewicza

Wieś Sawczyn wraz z częścią dóbr Kobyle, Rybie oraz Siennica, jako posag Zofii Kościeniówny trafił w ręce Mikołaja Reja (prawdopodobnie w 1542). W roku 1547 Mikołaj Rej uzyskał od króla Zygmunta I Starego przywilej lokacyjny i prawo używania nazwy Rejowiec (od nazwiska założyciela miasta). Miasto otrzymało też prawo organizowania dwóch jarmarków. Dla założyciela miasta sprzedaż parcel żydowskim osadnikom stanowiła ważne źródło dochodu. Z inicjatywy Reja powstał tu również silny ośrodek kalwinizmu. Miejscowy zbór kalwiński przetrwał do 1700. Być może w Rejowcu zmarł Mikołaj Rej, który został pochowany w ufundowanym przez siebie zborze kalwińskim w Oksie. W rękach spadkobierców Mikołaja Reja Rejowiec pozostawał do końca XVII wieku. Potem właścicielami miejscowości byli m.in. hetman Wacław Rzewuski, Boreccy, Studzińscy, Zalescy, Ossolińscy, Woronieccy. Józef Kajetan Ossoliński – jako właściciel Rejowca wybudował tu w 1796 cerkiew unicką pw. św. Michała Archanioła i pałac dla swej córki Konstancji przyszłej dziedziczki Rejowca. W I. połowie XIX w. Ossolińscy odnowili w stylu klasycystycznym swój pałac. W XIX w. za sprawą Józefa Budnego – właściciela miasta, w Rejowcu zaczął rozwijać się przemysł. Powstała cukrownia i gorzelnia (istniejące do dziś) oraz młyny. Z inicjatywy Budnego w latach 1906–1907 zbudowano kościół w stylu neogotyckim pw. św. Jozafata. W XIX wieku liczba ludności szybko wzrastała w związku z rozwojem przemysłu: w 1810 448 mieszkańców, a w 1886 – 1710 osób (w tym roku powstała gmina Rejowiec). Rejowiec utracił prawa miejskie w ramach represji caratu po upadku powstania styczniowego. W 1921 miejscowość liczyła 2596 mieszkańców.
W czasie niemieckiej agresji na Polskę, w Rejowcu uruchomiono wojskową tzw. policyjną zaporę pomagającą zabłąkanym żołnierzom polskim dotrzeć do formowanych jednostek Wojska Polskiego.
W kwietniu 1940, w okresie okupacji niemieckiej, reżim III Rzeszy utworzył w Rejowcu getto żydowskie. Obok obywateli polskich pochodzenia żydowskiego (Żydów miejscowych) osadzono w nim Żydów wysiedlonych z Krakowa i Lublina. Z kolei wiosną 1942 roku w Rejowcu zorganizowano „getto tranzytowe”, w którym znalazło się co najmniej 6 tys. Żydów ze Słowacji oraz Protektoratu Czech i Moraw. Getto istniało do sierpnia 1942, a w formie szczątkowej – do wiosny 1943. Przeszło przezeń około 8 tys. Żydów polskich i zagranicznych, spośród których niemal wszyscy zmarli lub zostali zamordowani.
W czasie wojny w okolicach Rejowca działał silny ruchu oporu. 27 marca 1944 roku partyzanci z oddziału Armii Ludowej Edwarda Gronczewskiego „Przepiórki” porwali tu na ulicy SS-mana. Rejowiec został zajęty przez oddziały Armii Czerwonej 23 lipca 1944 roku. Po wojnie Rejowiec zamieszkiwało 1400 osób. Ten znaczny spadek liczby ludności był skutkiem wymordowania przez Niemców ludności żydowskiej.
W latach 1975–1998 miejscowość położona była w województwie chełmskim. Od 1 stycznia 2006 wchodzi w skład powiatu chełmskiego (przedtem krasnostawskiego). W 2016 w Rejowcu odbyły się konsultacje w sprawie przywrócenia praw miejskich, w których wzięło udział 69,41% uprawnionych (3755 osób z 5410), spośród których 89,8% opowiedziało się za nadaniem statusu miasta. Miejscowość jest siedzibą gminy Rejowiec. Znajduje się w odległości 14 km na zachód od Chełma i 5 km na południowy wschód od Rejowca Fabrycznego.

## Zabytki
- Pałac Ossolińskich (I połowa XIX w., klasycystyczno-eklektyczny)
- Cmentarz żydowski
- Klasycystyczna cerkiew unicka (obecnie Kościół św. Michała Archanioła) z dzwonnicą, z końca XVIII w.
- Neogotycki kościół pw. św. Jozafata z lat 1906–1907
- Zespół pałacowo-parkowy w Rejowcu – pałac klasycystyczny, wybudowany w 2 ćw. XIX w., najprawdopodobniej rozbudowany w partii skrzydeł bocznych na przeł. XIX – XX w. Pełnił rolę rezydencji możnych rodów szlacheckich i arystokratycznych, m.in. Ks. Woronieckich, hr. Łubieńskich, w ostatnim okresie (do 1944) należał do Budnych – przedstawicieli nowej burżuazji przemysłowej. W bezpośrednim otoczeniu pałacu znajduje się XIX w. park angielski, przekształcony w XX w., silnie zredukowany po II wojnie światowej. W skład zespołu wchodzą obecnie: pałac, oficyna pałacowa, zapewne z XVIII w., przekształcona w XIX i XX w. oraz czworak wzniesiony równocześnie z pałacem. Położony jest na niewielkiej wyniosłości terenu, oddzielony od osady rozległymi łąkami. Budynek pałacu to wolno stojący, składający się z korpusu głównego i dwóch, skośnie przylegających do niego skrzydeł bocznych, murowany z cegły, otynkowany. Korpus główny zwrócony jest frontem na płn.-wsch. Założony na rzucie zbliżonym do kwadratu, dwukondygnacyjny, nie podpiwniczony, z czworoboczną jednokondygnacyjną wieżą ustawioną centralnie. Na osi od frontu korpusu portyk i trójboczny ryzalit od południa. Wnętrze dwutraktowe i trójdzielne w parterze, z hallem i ośmioboczną salą na osi północ – południe. Piętro na planie krzyża równoramiennego, którego ramię południowe zwiększone jest o głębokość trójbocznego ryzalitu. Skrzydła boczne, biegnące w kierunku płd.-wsch. i płd.-zach. położone są na rzucie nieregularnym, utworzonym przez dwa przylegające do siebie prostokąty, nierównej długości. Narożnik płd.-zach. skrzydła zachodniego zakończony jest półkoliście, w skrzydle wschodnim natomiast, wrażenie półkolistości osiągnięte jest przez kolumnadę, która w narożniku płd.-wsch. przechodzi półkoliście do głębokości traktu tylnego. Oba skrzydła flankowane są wieżyczkami o przekroju koła. W układzie przestrzenno-kompozycyjnym parku zachowano „istniejącą osiowość założenia z płd.- zachodu na płn.- wschód”. Od strony płn.-wsch. znajdował się główny dziedziniec pałacowy z okrągłym lub owalnym gazonem pośrodku. Aleja dojazdowa prowadziła od wsch. przez neogotycką bramę wjazdową, bezpośrednio na teren dziedzińca. Zespół pałacowy zaliczany jest do III grupy zabytków architektury.

## Wspólnoty wyznaniowe
- Kościół rzymskokatolicki:
  - parafia św. Jozafata Kuncewicza
- Świadkowie Jehowy:
  - zbór Rejowiec (Sala Królestwa ul. Dąbrowskiego 10B)[15]

## Szlaki turystyczne
- Pieszy szlak turystyczny:  Szlak Ariański
- Rowerowy szlak turystyczny: Szlak Mikołaja Reja

## Galeria

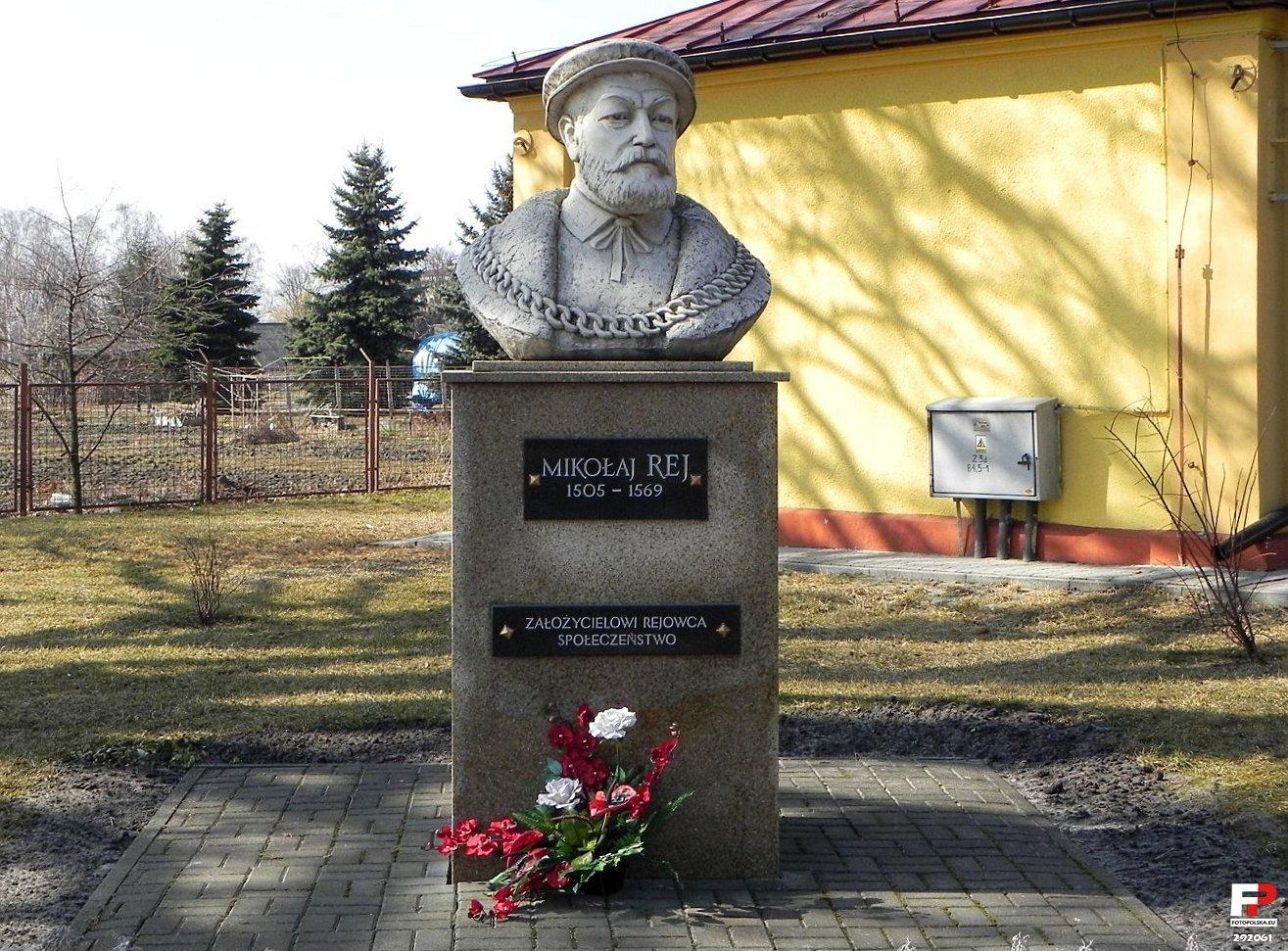
Pomnik Mikołaja Reja w Rejowcu
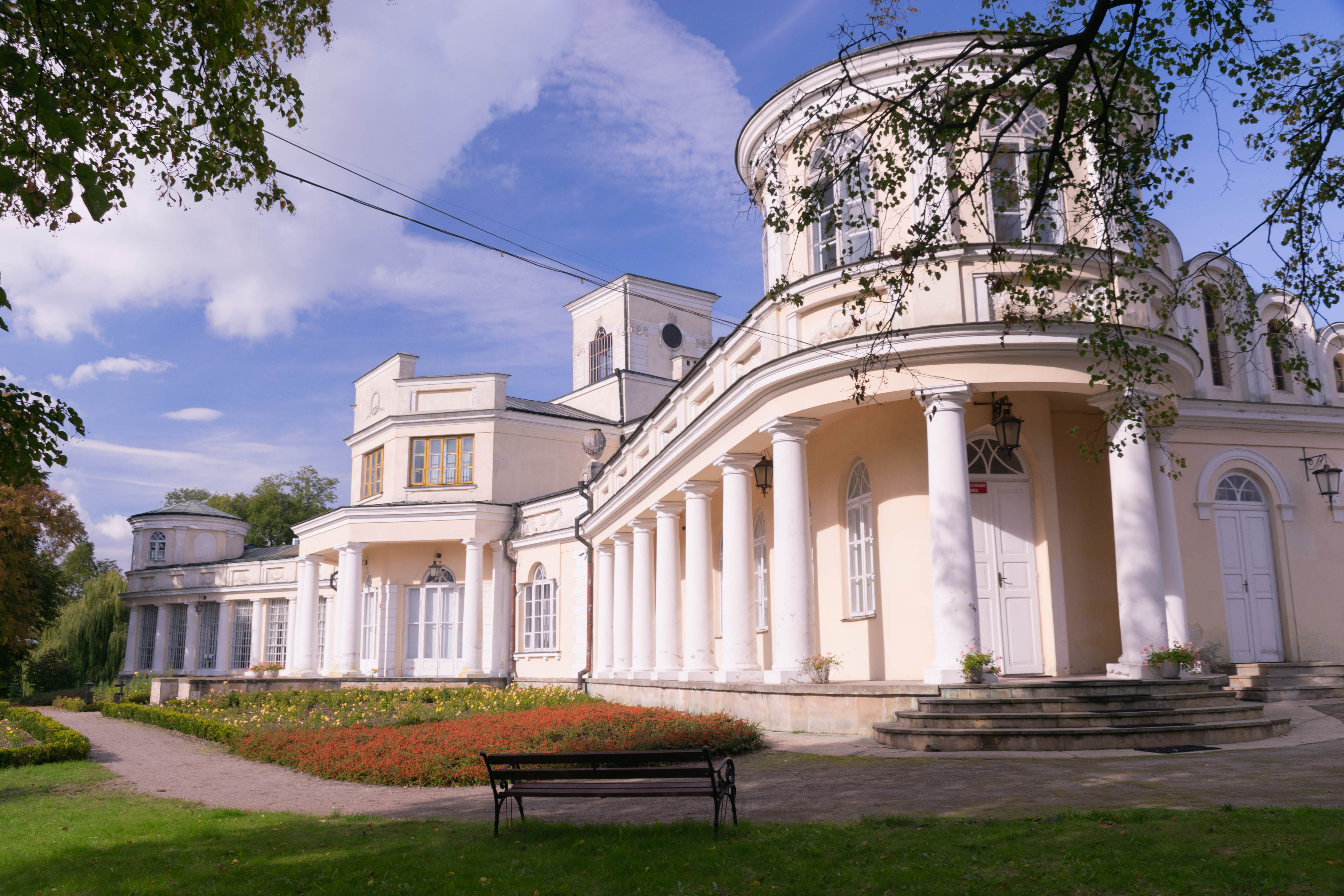
Urząd Gminy (Pałac Zaleskich)
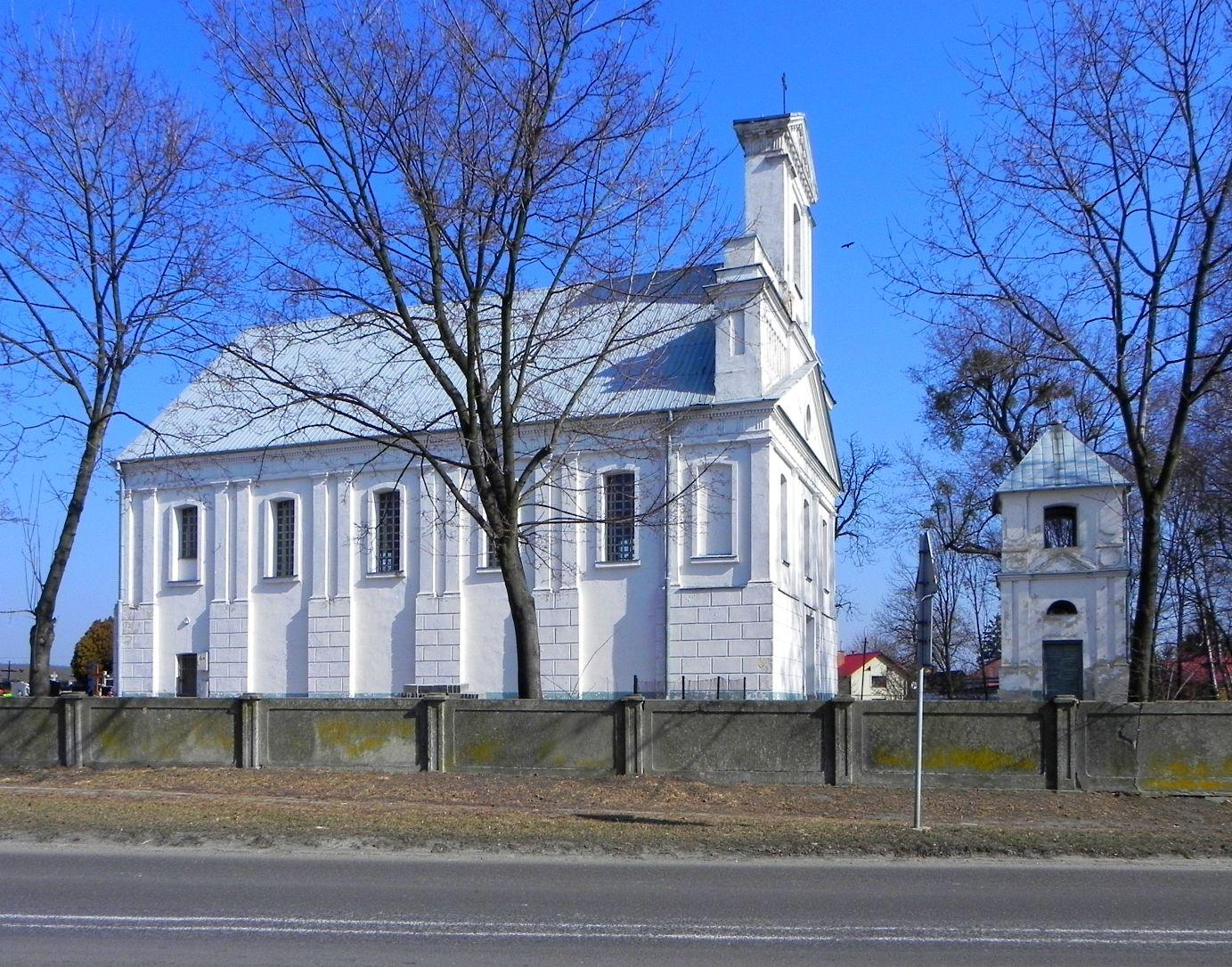
Dawna cerkiew unicka XVIII w.
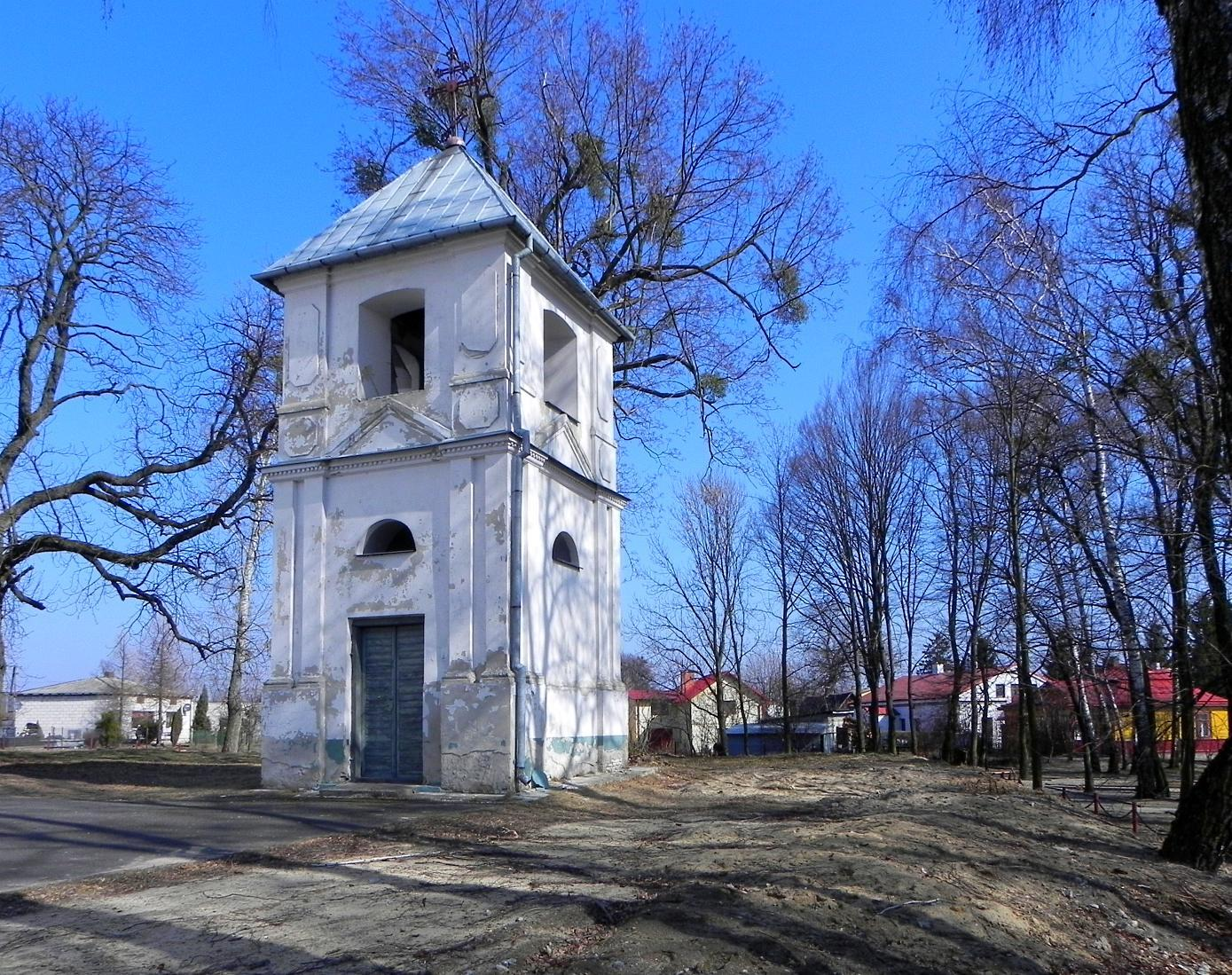
Dzwonnica klasycystyczna cerkwi
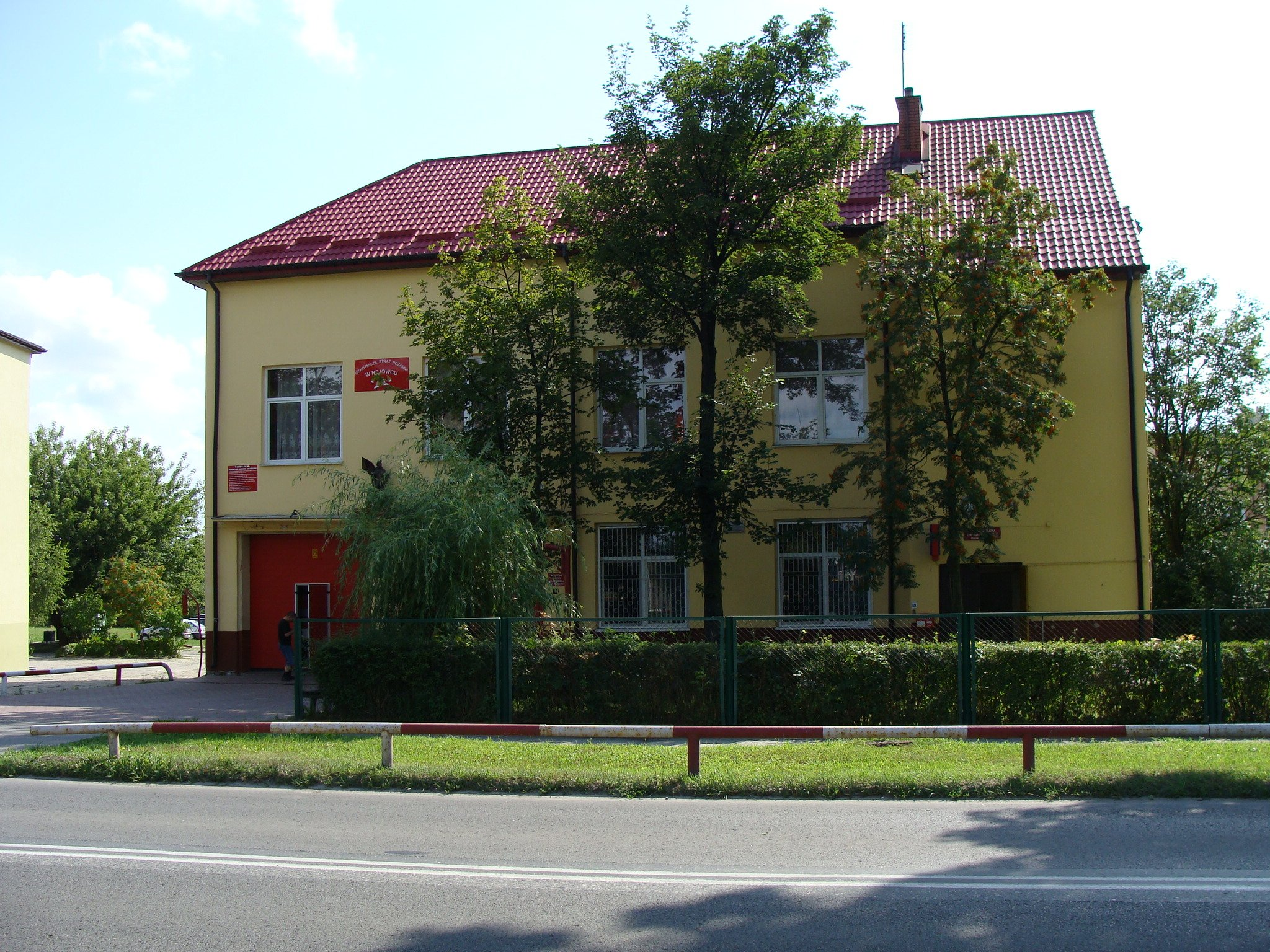
OSP
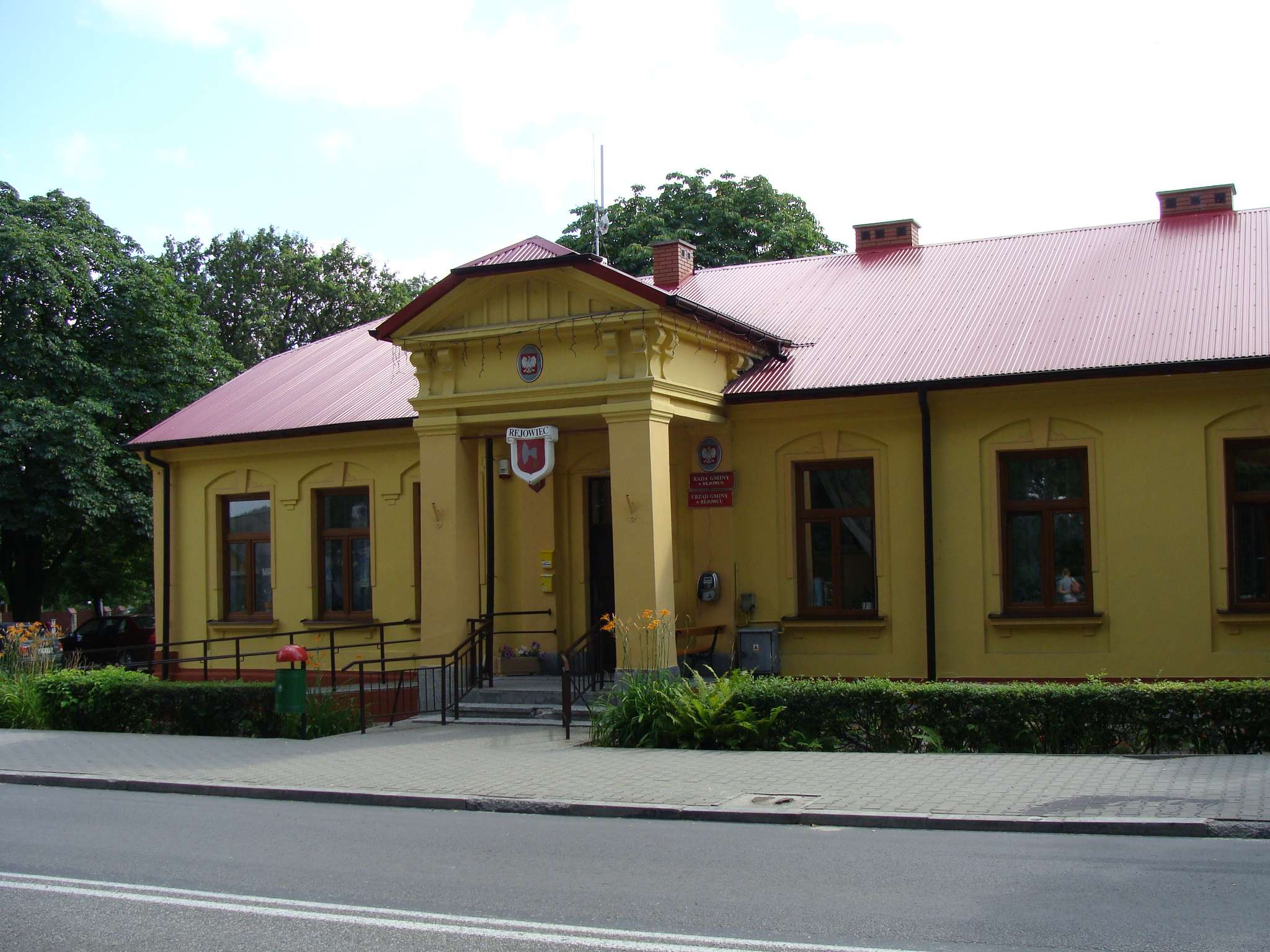
Stary Urząd Gminy